# Centre Cultural Català del Vallespir
El Centre Cultural Català del Vallespir (CCCV) té per objectiu reunir les associacions culturals catalanes del Vallespir, fomentar-ne la col·laboració i fins i tot facilitar-ne la federació, per tal que es coneguin millor entre si i que puguin fer-se conèixer fora del Vallespir. Un segon objectiu subjacent és, sobretot, la defensa i promoció de la llengua i cultura catalanes al Vallespir, ajudant totes aquelles associacions culturals catalanes o no i les persones que ho desitgin.
El CCCV fou creat l'any 2004 a Arles. Amb la publicació i difusió del fascicle inicial (2004) i la creació l'any 2005 de la primera versió del portal informàtic del CCCV, l'entitat es proposa de fer conèixer les activitats de les diverses associacions culturals del Vallespir adreçant-se als propis interessats, el gran públic i els organismes oficials, així com les oficines de turisme i els ajuntaments vallespirencs. Un altre objectiu significatiu del CCCV és l'edició de la revista Vallespir, que va existir durant els anys 30 del segle xx i que s'ha reeditat l'any 2005.